# ROA (empresa)
ROA (o R.O.A.) fue un fabricante español de motocicletas y motocarros, que estuvo activo desde 1952 a 1967. Llegó a producir también un microcoche –aunque sin éxito- y, en colaboración con Barreiros, las furgonetas Tempo Onieva.

## Historia

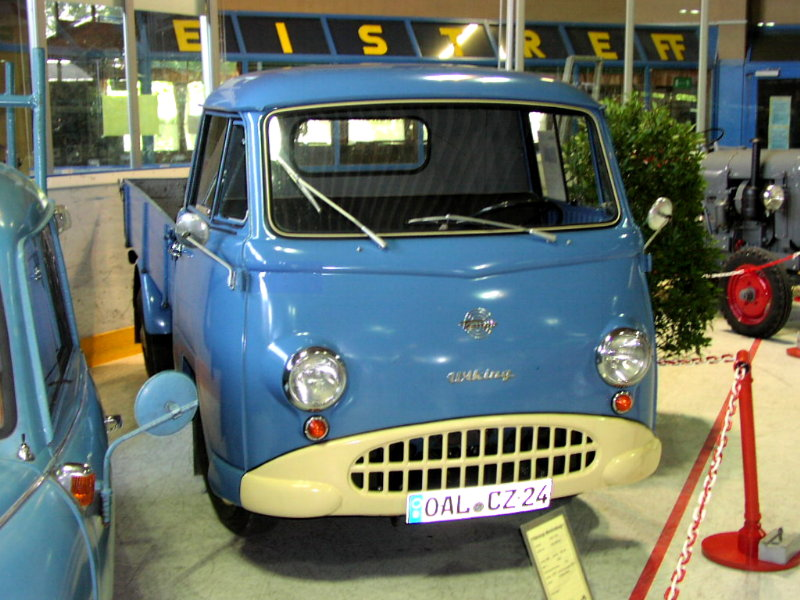
Tempo Wiking como las que se construirían en España por Tempo Onieva

El industrial Rafael Onieva Ariza (Baena, Córdoba, 1929) -quien sería tiempo después conocido por sus desarrollos inmobiliarios en Málaga y el cinturón industrial de Madrid- y que en 1950, siendo aún estudiante, construyó su primer prototipo de motocicleta, fundó en 1952 la sociedad Industrias Motorizadas Onieva S.A.
Esta empresa comenzó la fabricación de motocicletas en Madrid en 1953, usando como marca R.O.A. (iniciales de su nombre Rafael Onieva Ariza), equipadas con el conocido motor Hispano Villiers. Construyó una máquina que le atrajo muchos pedidos, dándose el caso de que en un año y con una plantilla de 20 trabajadores construyó más de 90 fabricados. Fabricó modelos tales, en la modalidad de motocarros esencialmente, como el de 200 cc, 600 y 750 desde 1952 a 1967, entre motocicletas, motocarros y furgonetas
En 1958 presentó un microcoche en la Feria de Muestras de Barcelona; equipado con tres ruedas y el motor Hispano Villiers bicilíndrico de 250 cc, estaba inspirado en las líneas del BMW Isetta, pero debido a su alto precio –unas 45.000 pesetas de la época- no tuvo éxito, fabricándose tan solo 6 unidades.
En 1960 se asoció con la alemana BMW para ensamblar en España las motocicletas R-27 de esta marca destinadas a la Guardia Civil de Tráfico;  inició también la fabricación de motocarros, primero con el motor Hispano Villiers, y más tarde con motor BMW para sus modelos de 750kg.
Tanto las motocicletas como los motocarros alcanzarían un gran éxito comercial, llegando a producirse más de 40.000 unidades en los 17 años de vida de la firma.
También en 1960 construiría una única serie de 12 unidades de un motocarro de cuatro ruedas, inspirado en el Farmobil alemán, equipado con un motor BMW a gasolina (dos cilindros, cubicaje de 600 cc y cuatro tiempos). Pero hubo de abandonar este proyecto por la denegación de la licencia de fabricación, y la imposibilidad de conseguir las licencias de importación de los motores BMW.
Ante el incremento de la demanda de vehículos industriales de principios de los años 60, en 1961 se asoció con la firma alemana Vidal & Sohn Tempo-Werk GmbH de Hamburgo para la fabricación en España de las furgonetas Tempo; para ello se constituyó la sociedad denominada Tempo Onieva, S.A. participada a partes iguales por Industrias Motorizadas Onieva, Barreiros Diesel SA y Rheinstahl Hanomag, propietaria de Tempo en aquellas fechas y socia de Barreiros en la fabricación de tractores.
Estas furgonetas tenían una capacidad de 1,5 toneladas de carga, disponían de un chasis tubular y tracción delantera, y estaban equipadas con el motor diesel ligero Barreiros de 55 cv, siendo las primeras furgonetas del mercado español equipadas con motor diesel. Se produjeron más de 4.000 unidades en 4 años.
ROA también fabricó una serie de 100 cabinas de fibra de vidrio para los primeros camiones Barreiros.
La empresa patrocinó un evento deportivo conocido como Trofeo ROA, un rally de regularidad para motos y automóviles que discurría por diferentes localidades del país.
En 1963 la empresa pasó a denominarse Tempo Ibérica, S.A.; en 1967 sería absorbida por Barreiros Diesel, cesando sus actividades.
Actualmente las pocas motocarros que se encuentran en Colombia tienen cambio de motor de vehículos tales como el Renault 12 y el Volkswagen beetle 

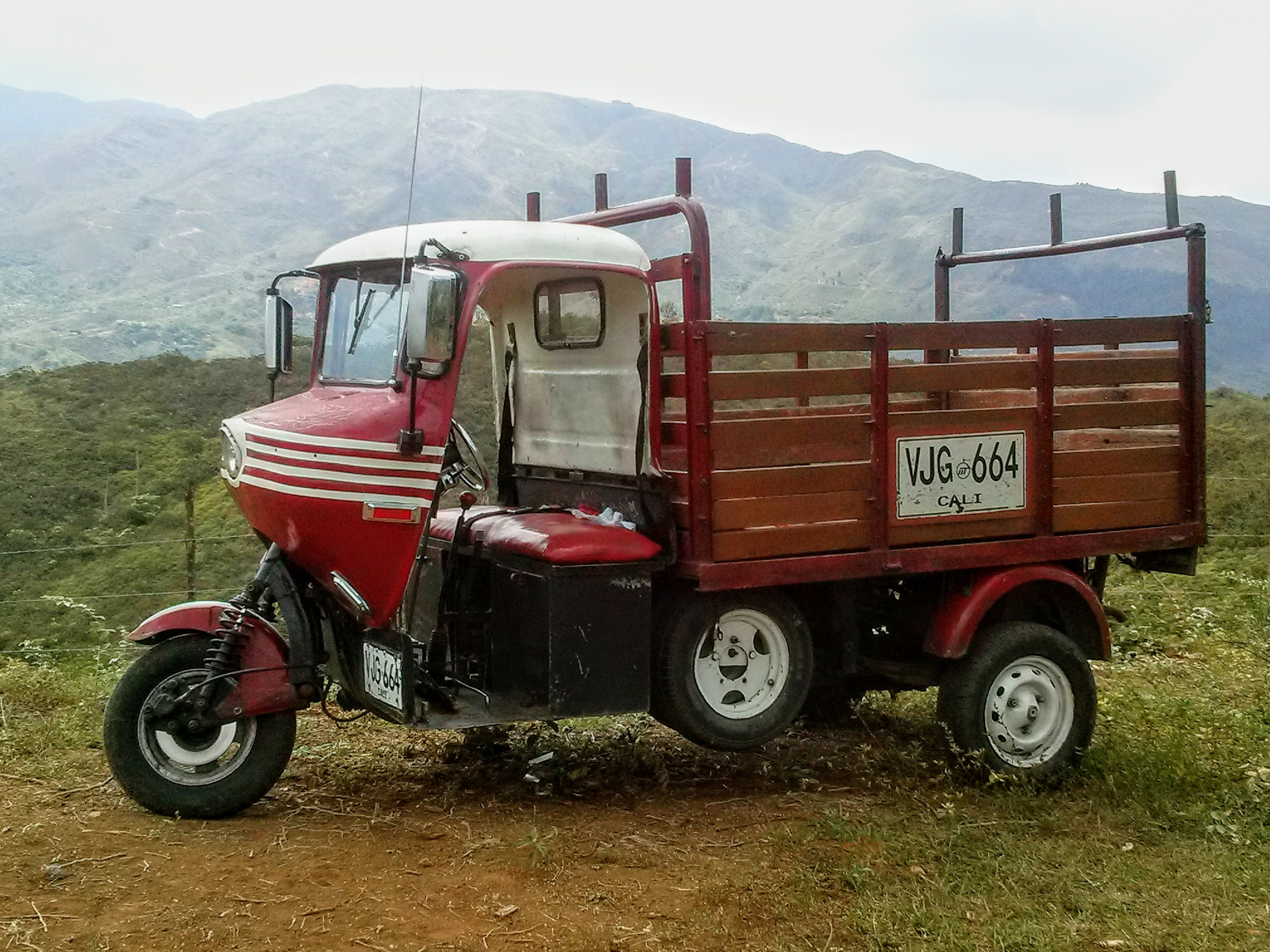
motocarro roa con motor R12